# Kallaste
Kallaste – miasto i gmina w prowincji Tartu, nad jeziorem Pejpus, w Estonii. Liczy 1256 mieszkańców (2002). Wśród mieszkańców miasta dominują Rosjanie; Estończycy stanowią zaledwie 15% populacji.

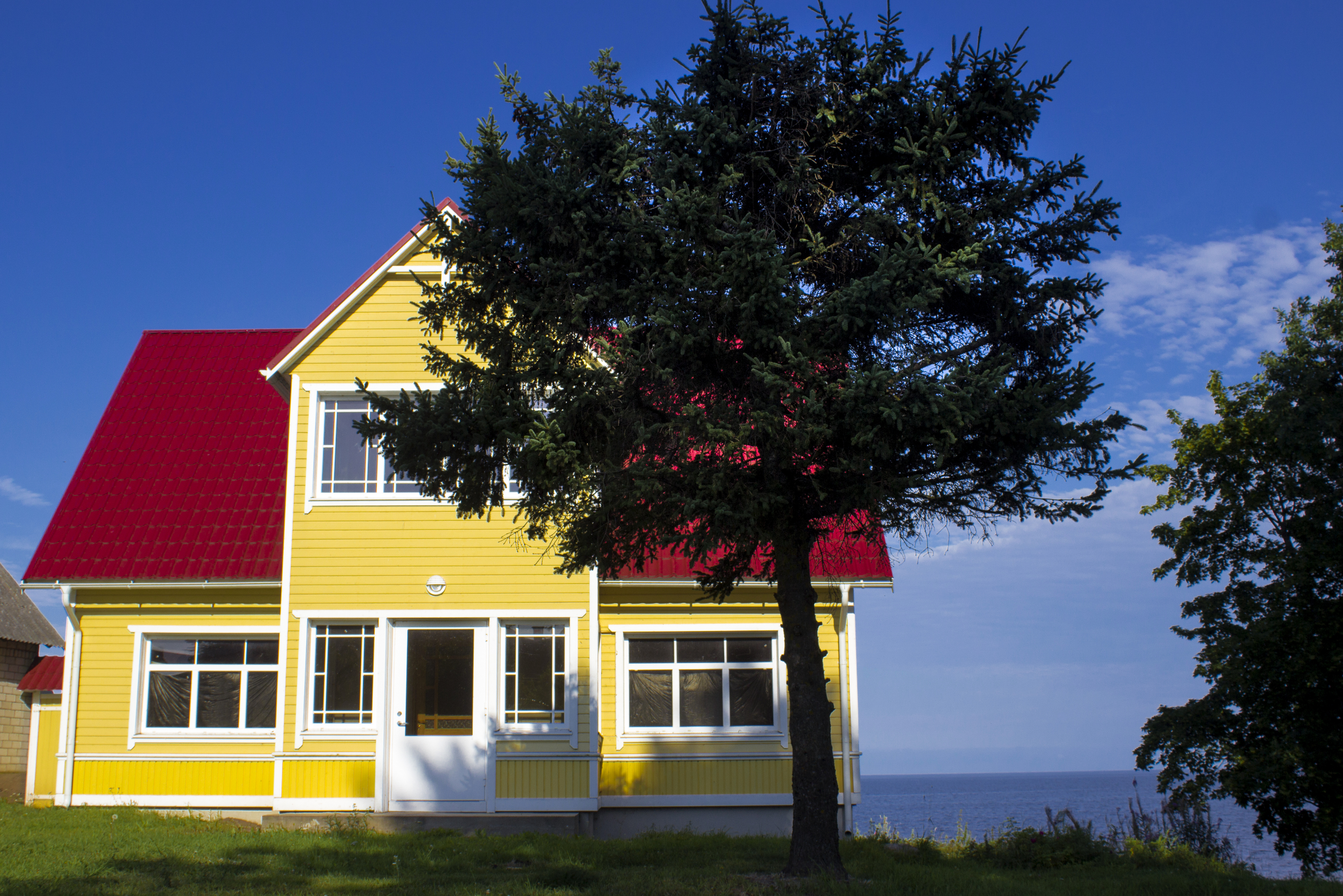
Zabudowa jednorodzinna w Kallaste
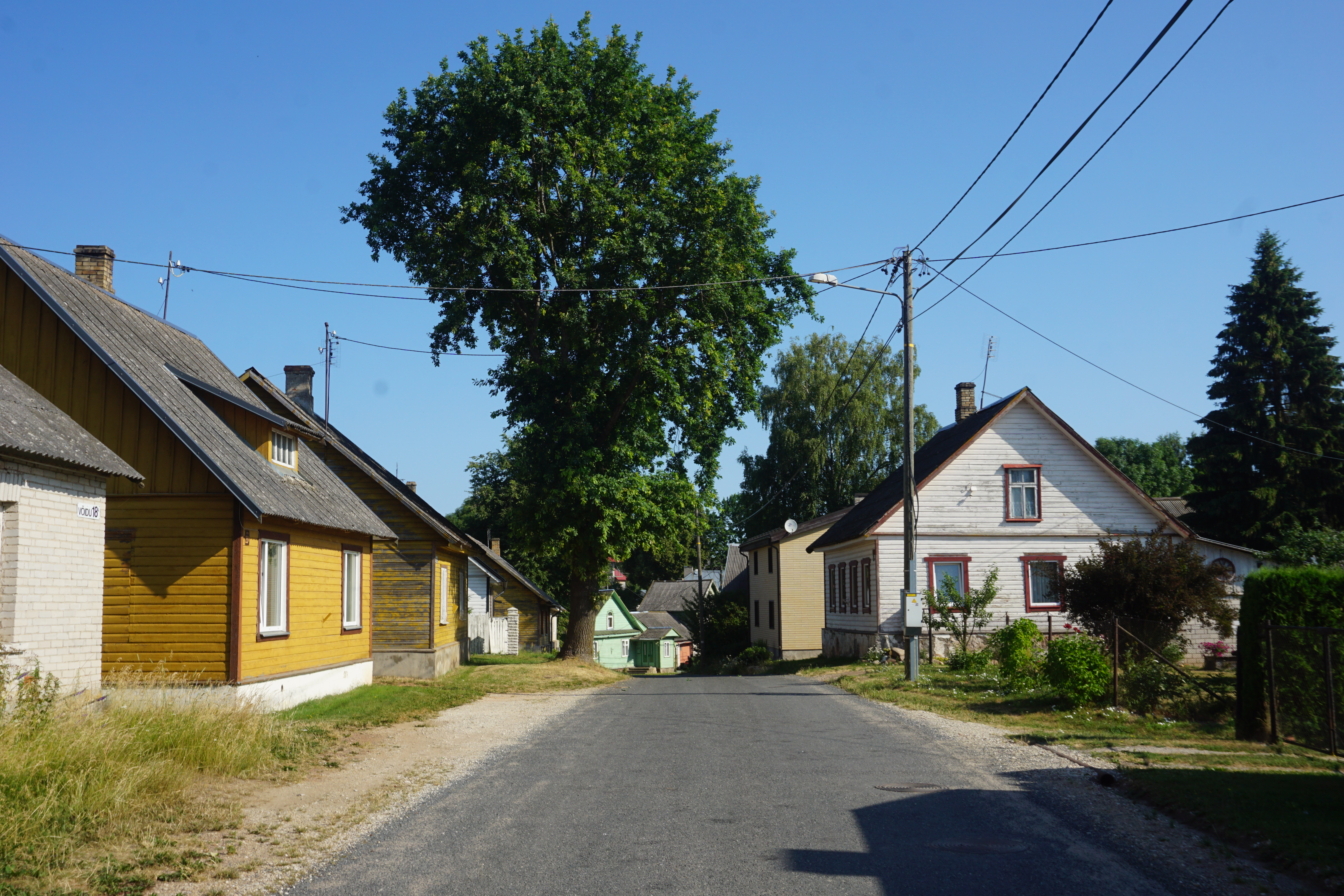
Kallaste, fragment miasta
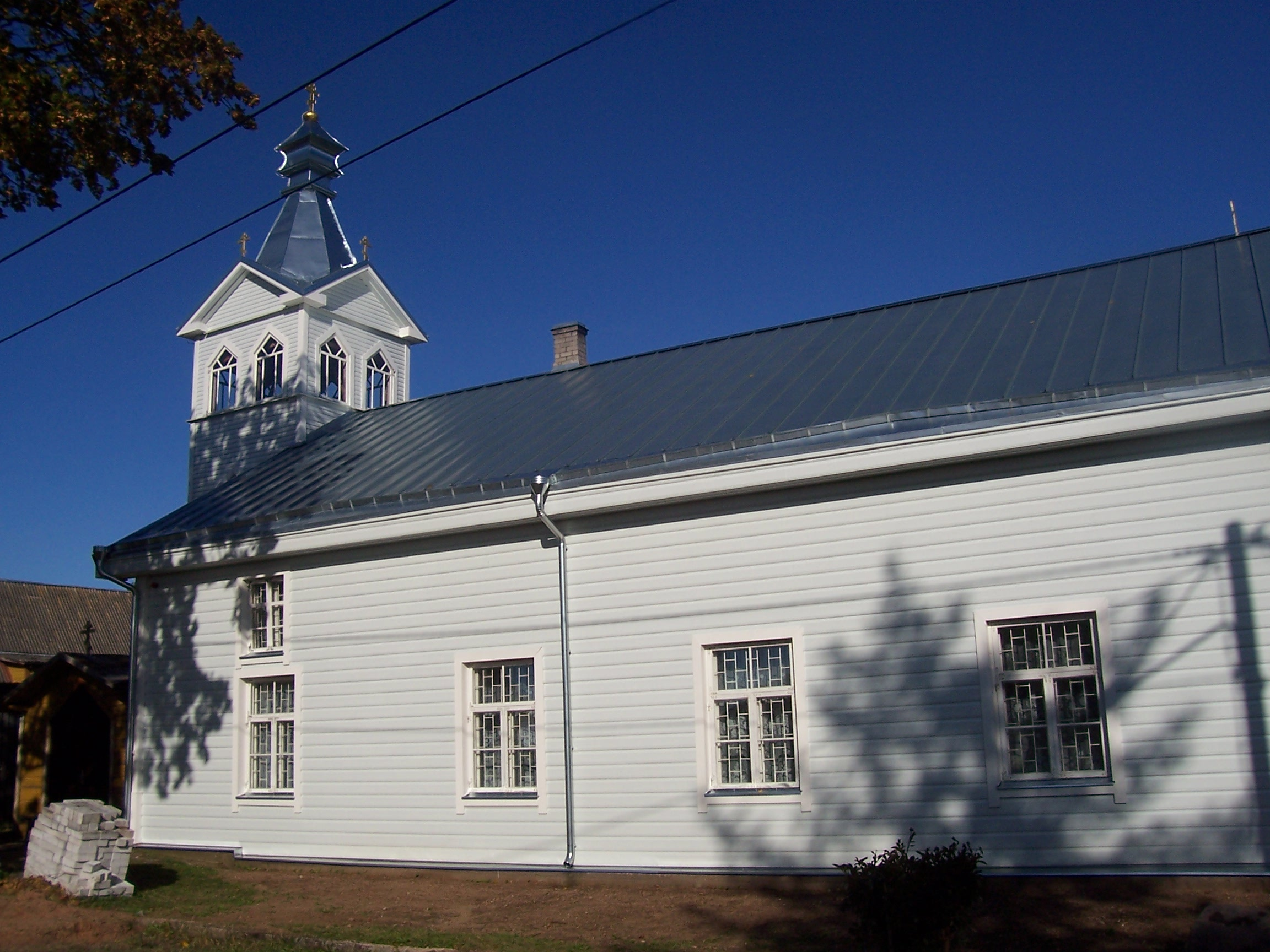
Cerkiew w Kallaste
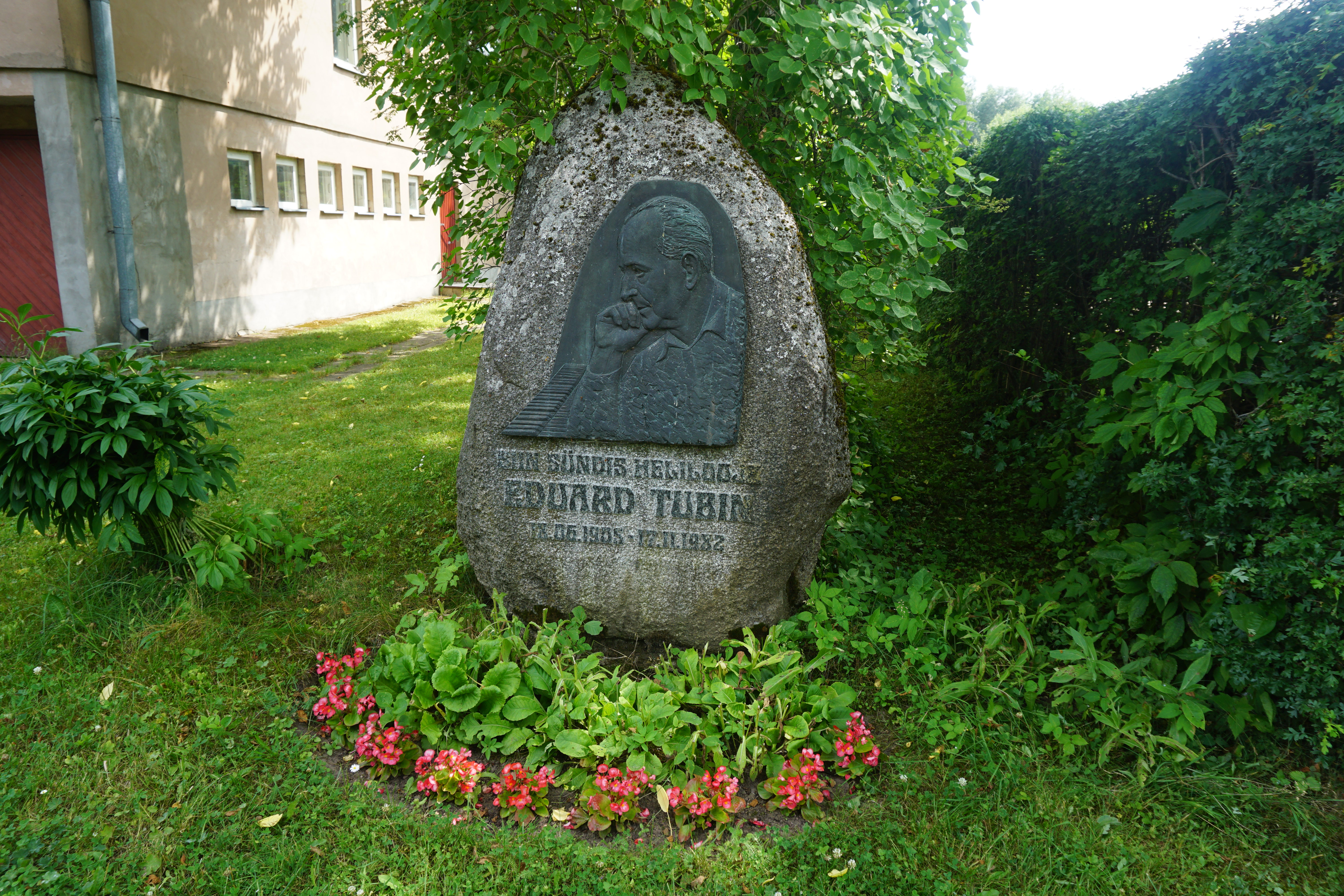
Kallaste, pomnik ku czci Eduarda Tubina